# Praxinoë (Vierne)
Praxinoë, op. 22 de Louis Vierne est une légende musicale en deux parties, sur un livret d'Ambroise Colin. Il s'agit de la première partition pour orchestre symphonique composée par l'organiste aveugle de Notre-Dame de Paris avant sa Symphonie en la mineur op. 24.
Composé de 1903 à 1905, la première audition de Praxinoë a lieu à Rouen, le 29 juin 1907, sous la direction d'Albert Dupré — père de l'élève de Vierne Marcel Dupré. La première audition parisienne a lieu le 5 mars 1908 lors d'un concert Séchiari à la salle Gaveau.
Dédiée au pianiste Raoul Pugno, la partition est toujours inédite.

## Historique

### Composition
Les premières années du XXe siècle sont « pour Vierne une période heureuse. L'amour avait fait éclore son premier chef-d'œuvre, la Première symphonie pour orgue en ré mineur op. 14 ». En 1902, la Deuxième symphonie pour orgue op. 20 lui vaut les éloges de Claude Debussy. Le jeune organiste se lance dans la composition de sa « légende lyrique, Praxinoë » dès 1903 durant ses vacances d'été à Juziers-le-Bourg, dans les Yvelines.
L'activité du compositeur, professeur et organiste est alors très intense,, et la composition de la seconde partie de Praxinoë n'a lieu qu'en 1905. Répondant à l'invitation du pianiste Raoul Pugno, qui avait préparé dans sa villa de Gargenville « une petite chambre très retirée, de manière que Vierne pût s'y livrer tranquillement à son travail de composition », il achève Praxinoë tout en abordant la Sonate pour violon et piano op. 23.
La rédaction de partitions pour orchestre symphonique représente une véritable épreuve pour le musicien presque aveugle, qui compte sur l'aide affectueuse de son frère René : pour Praxinoë, composé « sur un poème de son cousin Ambroise Colin, la collaboration fraternelle devient indispensable au moment de la transcription de l'œuvre en partition d'orchestre ».

### Création
Praxinoë est créé à Rouen, le 29 juin 1907, par l'ensemble Accord parfait sous la direction d'Albert Dupré — père de l'élève de Vierne Marcel Dupré. La première audition parisienne a lieu le 5 mars 1908, lors d'un concert Séchiari à la salle Gaveau.
Dédiée à Raoul Pugno, la partition est toujours inédite.

## Présentation

### Argument
Bernard Gavoty résume le sujet de Praxinoë, « d'une grande ingénuité. Praxinoë, fille d'un pharaon égyptien, règne sur un peuple de captifs dont elle perçoit les gémissements, du fond de son palais ; loin de partager la cruauté de leurs oppresseurs, elle aspire à s'évader elle-même de la prison dorée où la tient enchaînée le pesant héritage pharaonique. De sa retraite des bords du Nil, où parvient le bruissement des palmes agitées par le vent, elle rêve au prince, à l'élu qui viendra rompre un esclavage à peine moins rigoureux que celui des captifs, ses sujets. Elle le souhaite différent de tous ceux qu'elle a connus jusqu'alors. Sa prière est exaucée. Un inconnu paraît : c'est un roi magnifique, qui lui sourit ineffablement. Praxinoë tombe à genoux : sur les indications qui lui sont fournies par un chœur complaisant, elle reconnaît le Roi des Rois, qui a résolu de l'arracher à la terre. Dans une atmosphère séraphique, elle monte aux cieux, accompagnée par le cantique des anges ».

### Rôles et orchestre
La distribution vocale se limite à trois rôles : Praxinoë (soprano), le Récitant (contralto) et l'Inconnu (ténor). Le chœur est entièrement confié à des voix de femmes.
L'orchestre comprend 2 flûtes et piccolo, 2 hautbois et cor anglais, 2 clarinettes et clarinette basse, 3 bassons et un sarrussophone pour les pupitres des vents. Les cuivres comptent 4 cors en Fa, 2 trompettes en Ut et 2 cornets à pistons en Si, 2 trombones ténors et un trombone basse. La percussion est confiée aux timbales, grosse caisse et 2 harpes. Le quintette à cordes classique est composé des premiers violons, seconds violons, altos, violoncelles et contrebasses.

## Analyse
Malgré « cette donnée naïve », Bernard Gavoty observe que Praxinoë « sollicite toutes les couleurs d'une palette orchestrale et lyrique. Vierne écrivit une musique extrêmement distinguée, se gardant des effets faciles et de cet exotisme de pacotille qui eussent alléché plus d'un musicien » : la partition « y gagne en vérité ce qu'elle perd en clinquant ».
L'œuvre s'attache plutôt à « l'idée de la rédemption, dans un esprit nettement franckiste », selon Franck Besingrand.